# 桜涙/above the horizon
『桜涙／above the horizon』（さくらなみだ／アボーブ・ザ・ホライゾン）は、Ricken'sの5枚目のシングル。

## 解説
- 2枚目のシングル『give me some mo'rock／Message』以来の両A面シングル。

## 批評
CDジャーナルは「石田匠のメロディアスな「桜涙」「Maybe it's you」、佐々木收のスピード感あふれるR&Rな「above the horizon」「stupid girl」と、それぞれの持ち味をたっぷり堪能できるのは双頭ユニットならではの魅力。ボーカルの声質の持ち味の違いも全体をカラフルに聴かせる上で効果大」と評した。

## 収録曲
1. 桜涙
2. above the horizon
3. stupid girl
4. Maybe it's you